# Cayo Acilio Prisco
Cayo Acilio Prisco (en latín, Gaius Acilius Priscus) fue un senador romano que vivió a finales del siglo I y mediados del siglo II y desarrolló su cursus honorum bajo Trajano y Adriano.

## Carrera política
Un diploma militar, fechado el 9 de diciembre de 132, atestigua fue cónsul sufecto durante el nundinum de octubre a diciembre de ese año, bajo el imperio de Adriano.
Se desconoce su relación familiar con el senador Marco Acilio Prisco Egrilio Plariano.